# Zápas na Letních olympijských hrách 1968 – muži, volný styl do 70 kg
Zápas ve volném stylu v lehké váze na Letních olympijských hrách 1968 v Mexiku probíhal od 17. do 20. října. O medaile se utkalo 26 zápasníků.

## Turnajové výsledky
Byl použit systém eliminace zápornými body. Zápasník, který nasbíral 6 negativních bodů, byl vyřazen z dalších bojů. Když zůstali v turnaji poslední tři, rozhodlo o jejich konečném pořadí speciální finálové kolo. 
Legenda
- DNA — Nenastoupil
- TPP — Celkem trestných bodů
- MPP — Trestných bodů v zápase

Penalizace
- 0 — Lopatkové vítězství, vítězství pro pasivitu, zranění, nebo diskvalifikaci protivníka
- 0,5 — Vítězství pro technickou převahu
- 1 — Vítězství na body
- 2 — Remíza
- 2,5 — Remíza, pasivita
- 3 — Prohra na body
- 3,5 — Prohra pro technickou převahu soupeře
- 4 — Lopatková prohra, prohra z důvodu pasivity, zranění, nebo diskvalifikace

### Kolo 1
| TPP | MPP |                                 | Score     |                            | MPP | TPP |
| --- | --- | ------------------------------- | --------- | -------------------------- | --- | --- |
| 0   | 0   | Udey Chand (IND)                | TF / 1:55 | Ángel Aldama (GUA)         | 4   | 4   |
| 0   | 0   | Klaus Rost (FRG)                | TF / 8:58 | Roger Till (GBR)           | 4   | 4   |
| 1   | 1   | Francisco Lebeque (CUB)         |           | Carlos Alberto Vario (ARG) | 3   | 3   |
| 0,5 | 0,5 | Abdullah Movahed Ardabili (IRI) |           | Gord Garvie (CAN)          | 3,5 | 3,5 |
| 0   | 0   | Guy Marchand (FRA)              |           | Eliseo Salugta (PHI)       | 4   | 4   |
| 0,5 | 0,5 | Danzandarjaažin Sereeter (MGL)  |           | Sidney Marsh (AUS)         | 3,5 | 3,5 |
| 0,5 | 0,5 | Seyyit Ahmet Ağralı (TUR)       |           | Israel Vargas (MEX)        | 3,5 | 3,5 |
| 1   | 1   | Muhammad Taj (PAK)              |           | Stefanos Ioannidis (GRE)   | 3   | 3   |
| 1   | 1   | Enju Valčev (BUL)               |           | Jan Karlsson (SWE)         | 3   | 3   |
| 2   | 2   | Zarbeg Beriašvili (URS)         |           | Wayne Wells (USA)          | 2   | 2   |
| 0   | 0   | Ion Enache (ROU)                | TF / 2:16 | Severino Aguilar (PAN)     | 4   | 4   |
| 1   | 1   | Janusz Pająk (POL)              |           | Aka-Jahan Dastagir (AFG)   | 3   | 3   |
| 1   | 1   | Iwao Horiuči (JPN)              |           | Károly Buzás (HUN)         | 3   | 3   |

### Kolo 2
| TPP | MPP |                                 | Score      |                            | MPP | TPP |
| --- | --- | ------------------------------- | ---------- | -------------------------- | --- | --- |
| 1   | 1   | Klaus Rost (FRG)                |            | Udey Chand (IND)           | 3   | 3   |
| 4   | 0   | Roger Till (GBR)                | TF / 2:15  | Ángel Aldama (GUA)         | 4   | 8   |
| 1   | 0,5 | Abdullah Movahed Ardabili (IRI) |            | Carlos Alberto Vario (ARG) | 3,5 | 6,5 |
| 1   | 0   | Francisco Lebeque (CUB)         | TF / 10:50 | Gord Garvie (CAN)          | 4   | 7,5 |
| 1   | 1   | Guy Marchand (FRA)              |            | Sidney Marsh (AUS)         | 3   | 6,5 |
| 0.5 | 0   | Danzandarjaažin Sereeter (MGL)  |            | Eliseo Salugta (PHI)       | 4   | 8   |
| 1,5 | 1   | Seyyit Ahmet Ağralı (TUR)       |            | Muhammad Taj (PAK)         | 3   | 4   |
| 4   | 1   | Stefanos Ioannidis (GRE)        |            | Israel Vargas (MEX)        | 3   | 6,5 |
| 3   | 1   | Wayne Wells (USA)               |            | Jan Karlsson (SWE)         | 3   | 6   |
| 4,5 | 2,5 | Zarbeg Beriašvili (URS)         |            | Enju Valčev (BUL)          | 2,5 | 3,5 |
| 1   | 0   | Janusz Pająk (POL)              | TF / 1:14  | Severino Aguilar (PAN)     | 4   | 8   |
| 1   | 0   | Iwao Horiuči (JPN)              | DQ         | Ion Enache (ROU)           | 4   | 4   |
| 7   | 4   | Károly Buzás (HUN)              | DQ         | Aka-Jahan Dastagir (AFG)   | 4   | 7   |

### Kolo 3
| TPP | MPP |                                 | Score     |                           | MPP | TPP |
| --- | --- | ------------------------------- | --------- | ------------------------- | --- | --- |
| 3   | 0   | Udey Chand (IND)                | TF / 2:07 | Roger Till (GBR)          | 4   | 8   |
| 2   | 1   | Klaus Rost (FRG)                |           | Francisco Lebeque (CUB)   | 3   | 4   |
| 1,5 | 0,5 | Abdullah Movahed Ardabili (IRI) |           | Guy Marchand (FRA)        | 3,5 | 4,5 |
| 1,5 | 1   | Danzandarjaažin Sereeter (MGL)  |           | Seyyit Ahmet Ağralı (TUR) | 3   | 4,5 |
| 3,5 | 0   | Enju Valčev (BUL)               | TF / 1:38 | Muhammad Taj (PAK)        | 4   | 8   |
| 3   | 0   | Wayne Wells (USA)               | TF / 8:15 | Stefanos Ioannidis (GRE)  | 4   | 8   |
| 4,5 | 0   | Zarbeg Beriašvili (URS)         | TF / 2:10 | Ion Enache (ROU)          | 4   | 8   |
| 2   | 1   | Iwao Horiuči (JPN)              |           | Janusz Pająk (POL)        | 3   | 4   |

### Kolo 4
| TPP | MPP |                                 | Score      |                           | MPP | TPP |
| --- | --- | ------------------------------- | ---------- | ------------------------- | --- | --- |
| 3   | 0   | Udey Chand (IND)                | TF / 6:49  | Francisco Lebeque (CUB)   | 4   | 8   |
| 2   | 0,5 | Abdullah Movahed Ardabili (IRI) |            | Klaus Rost (FRG)          | 3,5 | 5,5 |
| 1,5 | 0   | Danzandarjaažin Sereeter (MGL)  | TF / 1:52  | Guy Marchand (FRA)        | 4   | 8,5 |
| 3,5 | 0   | Enju Valčev (BUL)               | TF / 10:28 | Seyyit Ahmet Ağralı (TUR) | 4   | 8,5 |
| 4   | 1   | Wayne Wells (USA)               |            | Janusz Pająk (POL)        | 3   | 7   |
| 5,5 | 1   | Zarbeg Beriašvili (URS)         |            | Iwao Horiuči (JPN)        | 3   | 5   |

### Kolo 5
| TPP | MPP |                                 | Score      |                                | MPP | TPP |
| --- | --- | ------------------------------- | ---------- | ------------------------------ | --- | --- |
| 3   | 1   | Abdullah Movahed Ardabili (IRI) |            | Udey Chand (IND)               | 3   | 6   |
| 3,5 | 0   | Enju Valčev (BUL)               | TF / 10:38 | Klaus Rost (FRG)               | 4   | 9,5 |
| 6,5 | 1   | Zarbeg Beriašvili (URS)         |            | Danzandarjaažin Sereeter (MGL) | 3   | 4,5 |
| 5   | 1   | Wayne Wells (USA)               |            | Iwao Horiuči (JPN)             | 3   | 8   |

### Kolo 6
| TPP | MPP |                                 | Score |                                | MPP | TPP |
| --- | --- | ------------------------------- | ----- | ------------------------------ | --- | --- |
| 4   | 1   | Abdullah Movahed Ardabili (IRI) |       | Danzandarjaažin Sereeter (MGL) | 3   | 7,5 |
| 4,5 | 1   | Enju Valčev (BUL)               |       | Wayne Wells (USA)              | 3   | 8   |

### Finále
Výsledky z předchozích kol se započítávají do finále (žlutě zvýrazněno).
| TPP | MPP |                                 | Score |                   | MPP | TPP |
| --- | --- | ------------------------------- | ----- | ----------------- | --- | --- |
|     |     | Abdullah Movahed Ardabili (IRI) |       | Enju Valčev (BUL) |     |     |

## Finálové pořadí
1. Abdullah Movahed Ardabili  (IRI)
2. Enju Valčev (BUL)
3. Danzandarjaažin Sereeter  (MGL)
4. Wayne Wells (USA)
5. Zarbeg Beriašvili  (URS)
6. Udey Chand (IND)